# Gilles Deleuze
Gilles Deleuze, född 18 januari 1925 i Paris, död 4 november 1995 i Paris, var en produktiv fransk filosof med ett flertal eklektiska filosofiska och politologiska arbeten, mestadels rörande hans egna värdeteoretiska, metafysiska och epistemologiska teorier.

## Biografi
Efter att i början av sin karriär ha uppfattats i första hand som en filosofihistoriker, med publicerade monografier om författare som David Hume, Friedrich Nietzsche, Immanuel Kant, Baruch Spinoza och Henri Bergson, trädde Deleuze fram som filosof i egen rätt med de två doktorsavhandlingarna Différence et répétition (1968) och Logique du sens (1969). Under 1970-talet påbörjade han ett projekt tillsammans med psykoterapeuten och filosofen Félix Guattari Kapitalism och schizofreni, som resulterade i Anti-Oidipus (L'Anti-Œdipe, 1972) och Tusen platåer (Mille plateaux, 1980), där de bland annat introducerar begreppet rhizom som "En icke-hierarkisk struktur av begrepp som fortplantar sig i alla riktningar och inbjuder till en mångfald användningssätt, omfunktioneringar och ympningar".
Från 1960-talet och framåt skrev Deleuze också många inflytelserika verk om film, litteratur och konst.